# Crocidura erica
Crocidura erica är en däggdjursart som beskrevs av Guy Dollman 1915. Crocidura erica ingår i släktet Crocidura och familjen näbbmöss. IUCN kategoriserar arten globalt som otillräckligt studerad. Inga underarter finns listade i Catalogue of Life.
Denna näbbmus förekommer i västra Angola. Den lever i regioner som ligger cirka 1000 meter över havet. Det är nästan inget känt om artens levnadssätt.